# The Greenlight EP
Pour les articles homonymes, voir Green Light.
Albums de Digital Underground
..Cuz a D.U. Party Don't Stop!
(1996)
The Greenlight EP est un EP de Digital Underground, sorti le 18 mai 2010.
Il contient des morceaux datant de 1998 qui n'ont pas été choisis à la sortie de l'album Who Got The Gravy?

## Liste des titres
| No | Titre                             | Contient un (des) sample(s) de                                                              | Durée |
| -- | --------------------------------- | ------------------------------------------------------------------------------------------- | ----- |
| 1. | Greenlight                        | Take Me to the Mardi Gras de Bob James Scorpio de Dennis Coffey and The Detroit Guitar Band | 3:34  |
| 2. | Sittin' on the Hitz               |                                                                                             | 3:43  |
| 3. | Purplebrainhurrycanehabit         |                                                                                             | 3:31  |
| 4. | Hyphy Hump                        |                                                                                             | 3:48  |
| 5. | Duck Season                       |                                                                                             | 5:05  |
| 6. | Used 2B a Sperm                   |                                                                                             | 3:35  |
| 7. | Same Song (Live) (featuring 2Pac) |                                                                                             | 8:54  |